# Erikslund (gmina Ånge)
Erikslund – miejscowość (småort) w Szwecji w gminie Ånge w regionie Västernorrland. Około 121 mieszkańców.